# António Rosa Coutinho

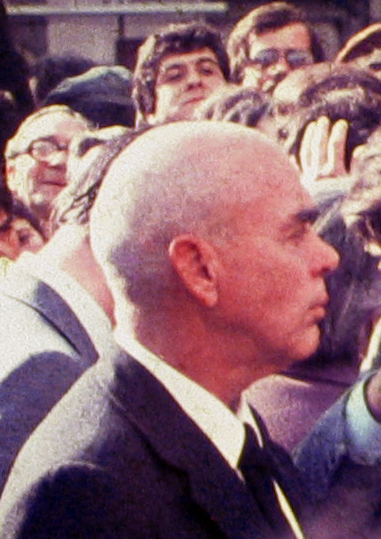
Rosa Coutinho, 1982

António Alva Rosa Coutinho (* 14. Februar 1926 in Celorico da Beira, Portugal; † 2. Juni 2010 in Lissabon, Portugal) war ein portugiesischer Politiker und Admiral, der allgemein „Der Rote Admiral“ genannt wurde. Er war das letzte lebende Mitglied der „Junta de Salvação Nacional“.

## Leben
António Rosa Coutinho wurde 1926 in einer Stadt im Nordosten Portugals geboren. Mit 18 ging er zur Marine. Während der Militärdiktatur war er Fregattenkapitän.
Seine Karriere als Politiker begann nach dem unblutigen Putsch von 1974, der sogenannten „Nelkenrevolution“, an der er aktiv beteiligt war. Er wurde eines der sieben Mitglieder der provisorischen Regierung, der Junta de Salvação Nacional, und zum Vizeadmiral befördert. In der Regierung war er für die Auflösung der Geheimpolizei PIDE und der Legião Portuguesa zuständig. Am 28. September 1974 wurde er zum Hochkommissar für Angola ernannt. Damit war er dort faktisch Regierungschef, der die Unabhängigkeit Angolas von Portugal einleitete und, unter anderem im Übereinkommen von Alvor, abwickelte. 1978 wurde ein Brief bekannt, den Coutinho im Dezember 1974 als Hochkommissar an Agostinho Neto geschrieben hatte. Darin hatte Coutinho Neto aufgefordert, Terror gegen die noch in Angola lebenden Weißen zu entfachen, sie damit zur Flucht zu veranlassen und so „die kapitalistische Struktur in Angola“ zu zerstören. Zudem schlug er Neto vor, den „Lakaien des Imperialismus, die Kanaille Mobutu“ zu entfernen und die „Plattform Zaire“ zu gewinnen.
Nach seiner militärischen und politischen Laufbahn war er im Handel mit Angola tätig.
Den Titel „Der Rote Admiral“ erhielt er, da er Sympathisant, wenn auch kein Mitglied der Kommunistischen Partei Portugals war. Auch war seine Glatze eines seiner Markenzeichen.
Rosa Coutinho starb am 2. Juni 2010 in Lissabon und wurde in der Igreja de São Roque aufgebahrt. Er hinterließ eine Frau und einen Sohn.